# Scripta paedagogica online
Scripta paedagogica online (SPO) ist der Name einer Webseite und einer Datenbank des Leibniz-Institut für Bildungsforschung und Bildungsinformation (DIPF) mit Sitz in Frankfurt am Main und in Berlin. Aus der Bibliothek für Bildungsgeschichtliche Forschung des DIPF wurde ein digitales Textarchiv zur Bildungsgeschichte des deutschsprachigen Raumes generiert.
Die SPO ging 2003 online und ist unentgeltlich zugänglich.